# 응우옌푹미엔에
응우옌푹미엔에(베트남어: Nguyễn Phúc Miên Ế / 阮福綿㝣 완복면예, 1833년 4월 14일 ~ 1839년 1월 18일)은 응우옌 왕조의 황족이다. 민망 황제의 63번째 아들로, 생모는 재인(才人) 도티끄엉(杜氏岡)이다.

## 생애
민망 14년(1833년) 4월 14일, 후에 황성에서 태어났다.
민망 20년(1839년) 1월 18일, 요절하였다.